# Żeleźnia
Żeleźnia es un pueblo de Polonia, en Mazovia.  Se encuentra en el distrito (Gmina) de Glinojeck, perteneciente al condado (Powiat) de Ciechanów. Se encuentra aproximadamente a 2 km al noreste de Glinojeck, 22 km al oeste de Ciechanów, y a 84 km  al noroeste de Varsovia. 
Entre 1975 y 1998 perteneció al voivodato de Ciechanów.